# Lentokenttä (Vantaa)
Pour les articles homonymes, voir Lentokenttä (homonymie).
Lentokenttä (en suédois : Flygfältet, en français : aéroport) est un quartier de Vantaa en Finlande,,,.

## Présentation
Le quartier Lentokenttä est le plus grand centre d'emplois de Vantaa. 
Fin 2013, le district employait plus de 10 300 personnes dont la plupart travaillaient dans le secteur des services. 
Au début de 2015, il n'y avait que 12 habitants.

## Galerie

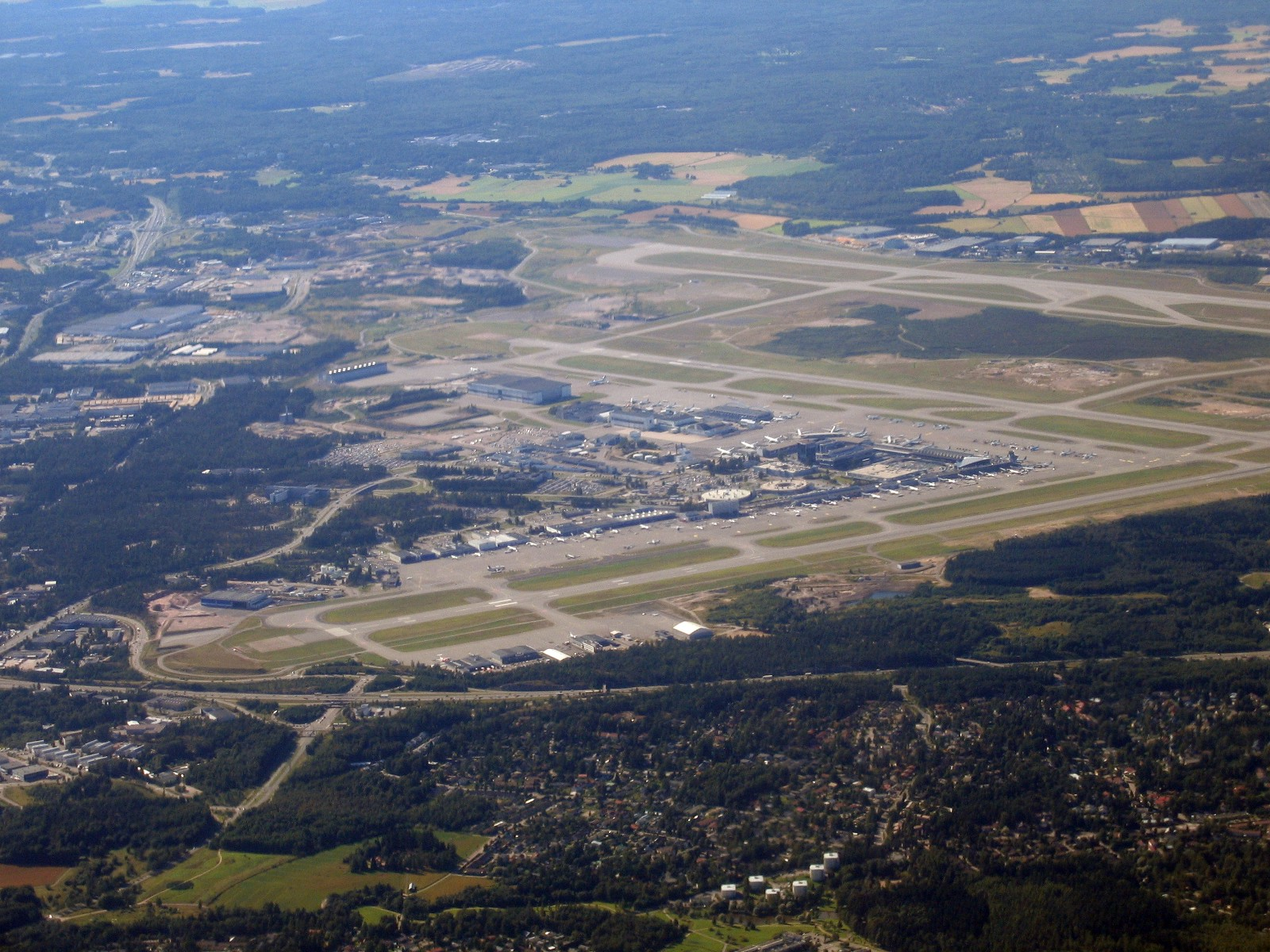
Vue aérienne de l'aéroport.
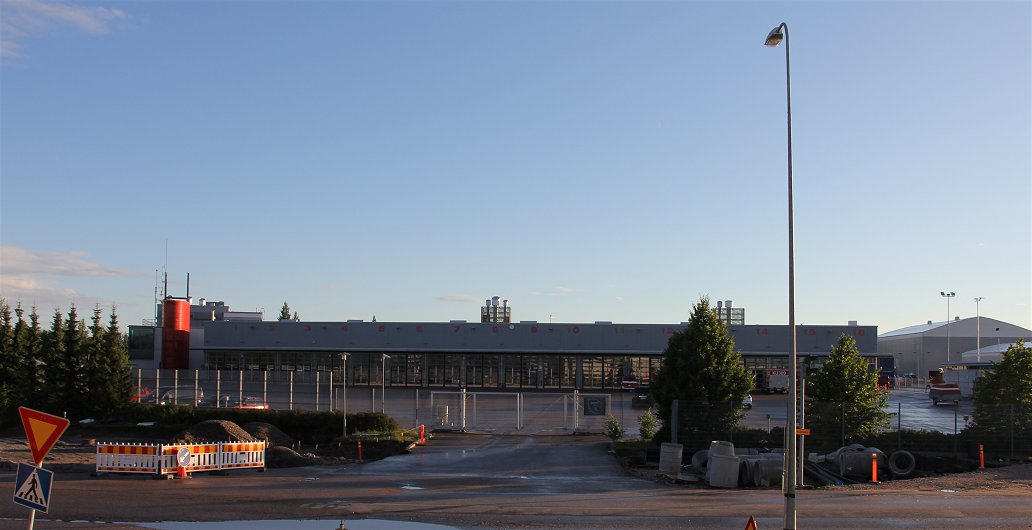
Centre de secours de l'Uusimaa.